# ماتاولا
ماتاولا (انگلیسی: Matavla) یک شهرک در شهرستان دووانسکی در استان باشقیرستان کشور روسیه است.